# Geniates corniger
Geniates corniger är en skalbaggsart som beskrevs av Ohaus 1931. Geniates corniger ingår i släktet Geniates och familjen Rutelidae. Inga underarter finns listade i Catalogue of Life.